# 中鳥屬
中鳥学名含义为“中间的鸟”，是一种尾綜骨鳥類，生活在中国约1.22亿年前的早白垩世时期，化石出土产于辽宁省凌源市的义县组地层的岩石中。中鸟在鸟类的演化中有重大的过渡意义，该属只有一个已经描述的物种：郝氏中鳥（Zhongornis haoae）。 唯一的标本是保存在大连自然博物馆一个编号为D2455/6的化石，长约8厘米，是一个比较完整的骨架。化石骨骼显示该标本是未成年个体。 右前肢有羽毛印痕，左后肢附近好像有尾羽的印痕。有喙口中无牙。尾巴有13个椎骨，没有尾综骨。 第三个手指只有两个趾骨，不像非鸟类恐龙和孔子鸟，更多像反鸟和更先进的今鸟类。

## 新研究
2014年的研究认为，始祖鸟也许并不是鸟，与之相类似的是，综合新发现的其它古鸟种类的差异性显示，依据前肢以及尾骨形态曾被作为基干鸟类的中鸟，并不是鸟类，而是属于手盗龙类，而且关系接近擅攀鸟龙类，并且也和窃蛋龙类的形态特征相似，显示了擅攀鸟龙类和基干窃蛋龙类之间可能具有较近亲缘关系。